# ケータリング

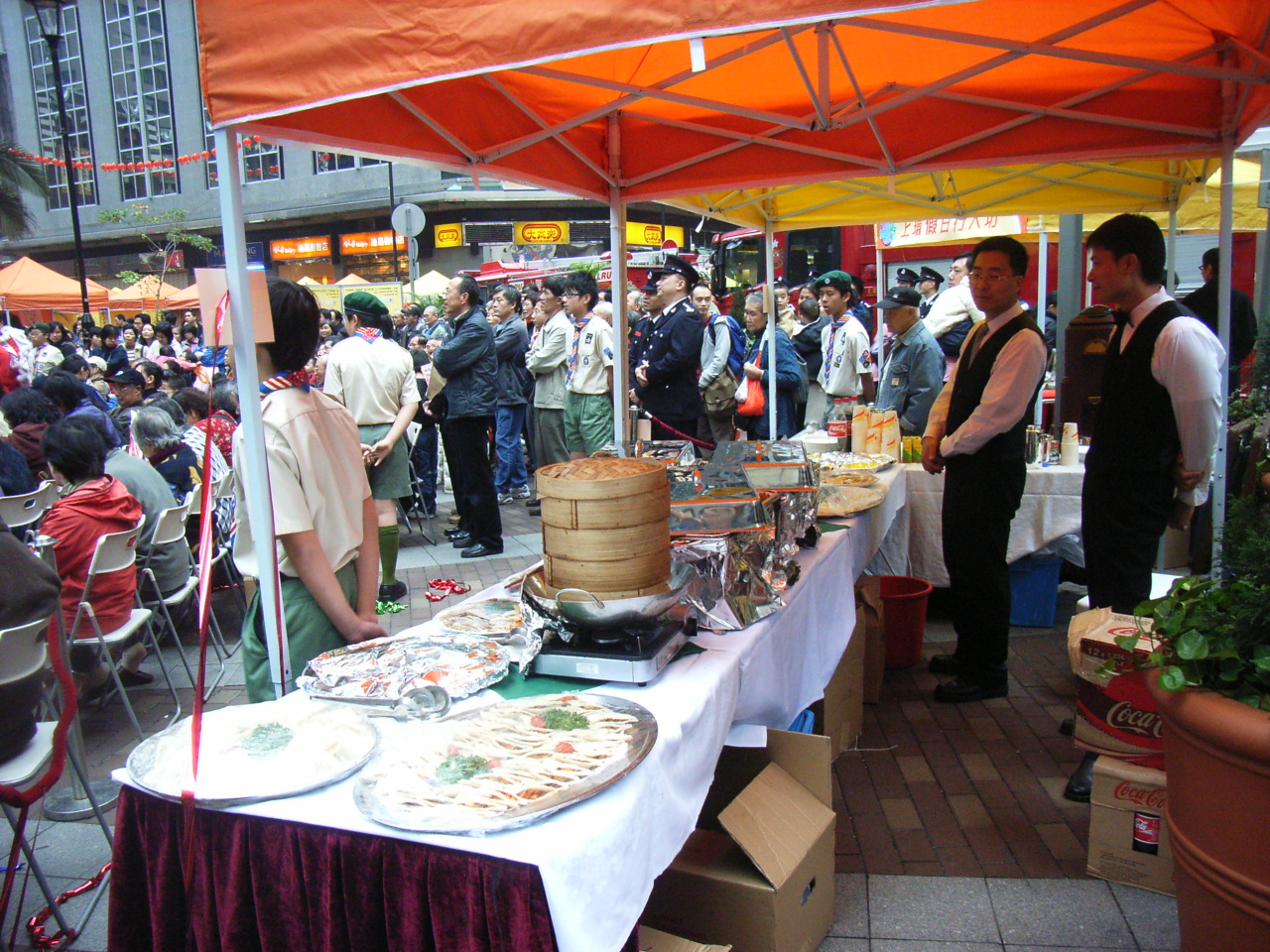
屋外イベントでのケータリング(香港)

ケータリング（英: catering）とは、顧客の指定する元に出向いて食事を配膳、提供するサービス業のこと。
ケータリング専門業者が存在するほか、ホテル付帯のレストランの一事業としても提供されている。

## 種類
- "mobile caterer"は、調理設備を備えた車両などを顧客の下に持参して食物を提供するサービスである。コンサートなどの屋外イベント、仕事場、および街の商業施設に出向くのが一般的である。 日本においては「露店」や「屋台」がこれにあたる。なお、ケータリングは、航空機内で乗客に食事を提供することを意味する用語でもある。→機内食も参照旅客機の機内に機内食を運ぶ様子 (ケータリング)

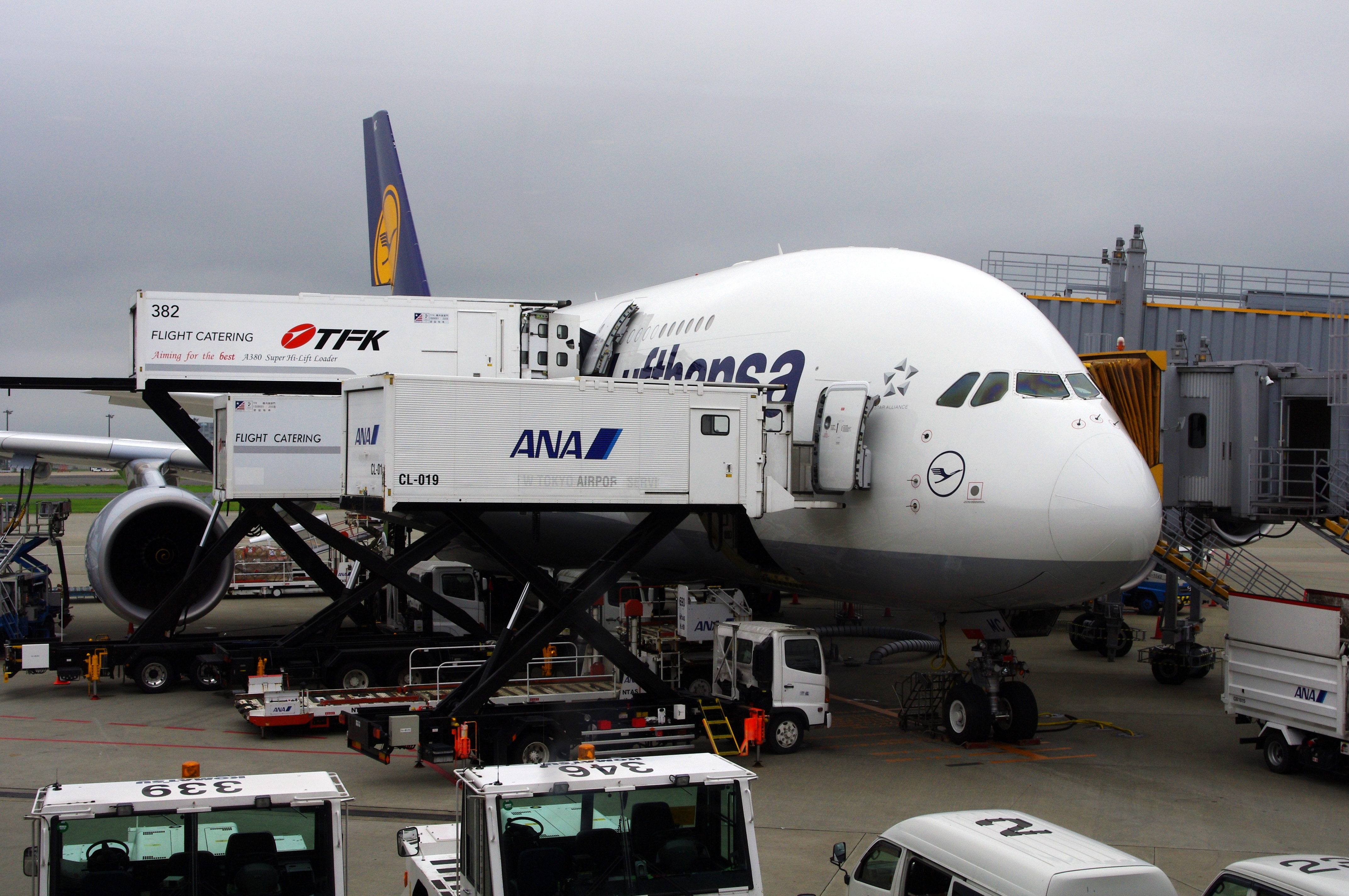
旅客機の機内に機内食を運ぶ様子 (ケータリング)

- "event caterer"は、調理済みの料理を持ち込み(この部分は日本で言う「仕出し」に相当する)、会場で食卓に配膳したり、バイキング形式で提供する。また、食べ物を準備するだけではなく、食卓を用意することも業務内容に含まれる。 完全に調理したものを持ち込んでそのまま、もしくは温めなおして提供するほか、その場で調理したり半調理状態のものを仕上げて提供することもある。

### 仕出し業との違い
仕出しとケータリングは自店舗以外の場所に、食事を提供する意味で共通する。しかし、仕出しは自店舗で食事を調理して容器や食器に盛り付けたものだけを提供する弁当や出前に近いといえるのに対し、ケータリングはスタッフも含めて顧客の下に出向き、その場で調理・盛り付けをするためレストランに近い提供方法である。

### オードブルとの違い
紙皿・紙コップなどの使い捨て容器でサービスを提供する「オードブル」に対し、陶器などのお皿で設置・撤収を行ったり、配膳や装飾などスタッフ付きのサービスを行うのが「ケータリング」となる。
価格面ではサービススタッフや装飾が無い分オードブルの方が割安の傾向にあるが、ホテルやレストランのようなサービスを求める場合はケータリングが適している事が多い。